# 第150師団 (日本軍)
第150師団（だいひゃくごじゅうしだん）は、大日本帝国陸軍の師団の一つ。
太平洋戦争の末期、1945年（昭和20年）1月20日に帝国陸海軍作戦計画大綱が策定された結果、本土決戦に備えるべく急造が決定した54個師団の一つであり、そのうちの第一次兵備として2月28日に編成された16個の沿岸配備師団の一つである。
朝鮮半島の全羅南道沿岸に配備された。

## 師団概要

### 歴代師団長
- 三島義一郎 中将：1945年（昭和20年）4月1日 - 終戦

### 参謀長
- 高柳浅四郎 中佐：1945年（昭和20年）4月1日 - 終戦[1]

### 最終所属部隊
- 歩兵第429連隊（姫路）：曾我部元一大佐
- 歩兵第430連隊（姫路）：粟屋発大佐
- 歩兵第431連隊（姫路）：三村親厚大佐
- 歩兵第432連隊（姫路）：山崎孝三大佐
- 第150師団速射砲隊
- 第150師団噴進砲隊
- 第150師団輜重隊
- 第150師団通信隊
- 第150師団兵器勤務隊
- 第150師団野戦病院
- 第150師団制毒隊